# Cinctiporidae
Cinctiporidae zijn een familie van mosdiertjes (Bryozoa) uit de orde van de Cyclostomatida.

## Geslachten
- Attinopora Boardman, Taylor & McKinney, 1992
- Cinctipora Hutton, 1873